# Roques de Stenness
Les Roques de Stenness, o Pedres de Stenness, són un monument neolític situat a les Illes Òrcades, a Escòcia. Són en un promontori a la ribera sud d'un riu que es connecta amb l'extrem sud dels llacs Stenness i Harray. El nom prové d'una paraula del nòrdic antic que significa 'cap rocós'. Diversos ponts creuen ara aquest rierol, però antigament només podia creuar-se per una calçada de pedra.

## Patrimoni de la Humanitat
L'Anell de Brodgar es troba a aproximadament a 1,2 km al nord-oest, a l'altre costat del riu i prop de l'istme format entre els dos llacs. La tomba arcada de Maeshowe és també a 1,2 km a l'est, i a la rodalia de Stenness poden trobar-se altres monuments similars, la qual cosa sembla indicar que aquesta àrea tenia una importància ritual especial. Les Roques de Stenness i la resta de monuments neolítics propers, entre ells el poblat de Skara Brae, van ser declarats Patrimoni de la Humanitat per la Unesco l'any 1999 sota la denominació de Cor neolític de les Òrcades.

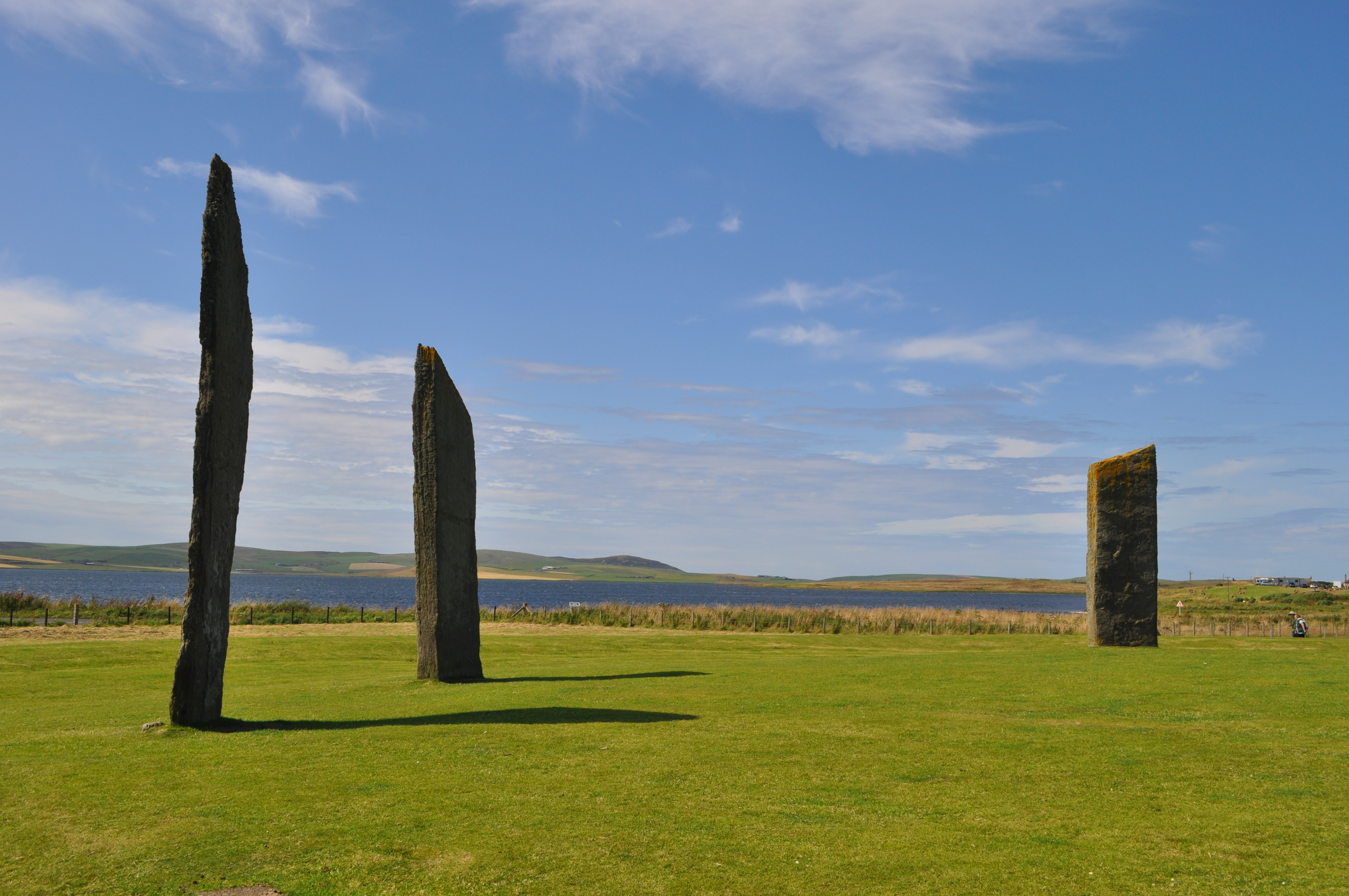

El grup de monuments neolítics de les Òrcades comprèn una gran tomba amb cambres funeràries (Maes Howe), dos cercles de pedres cerimonials (les Pedres dretes de Stenness i l'Anell de Brodgar) i un lloc de poblament (Skara Brae), així com alguns llocs funeraris, cerimonials i assentaments humans que encara no s'han excavat. En conjunt, aquests vestigis formen un important paisatge cultural prehistòric, il·lustratiu de la manera de vida dels humans en aquest remot arxipèlag del nord d'Escòcia fa 5.000 anys.

## Descripció
Les roques del monument són blocs prims de pedra, d'una grossor aproximada de 300 mm. De quatre o fins a cinc metres d'altura, originàriament formaven una el·lipse de 12 roques d'uns 32 m de diàmetre, en una superfície plana de 44 m envoltada per un fossat. El fossat està tallat en la roca i té fins a 2 metres de profunditat i set d'amplària, i està envoltat per un terraplè de terra, amb una sola entrada cap al nord. L'entrada està alineada cap a l'assentament neolític de Barnhouse, recentment trobat al costat del llac Harray. Una de les pedres, coneguda com a Watch Stone o 'pedra vigia', se situa fora del cercle, al nord-oest, i té una altura de 5,6 m. També hi ha altres roques més petites, com una pedra quadrada situada al centre del cercle, en la qual s'ha trobat restes de ceràmica, os i carbó; al fossat s'han trobat també restes animals. Les restes de ceràmica relacionen aquest monument amb Skara Brae i amb Maeshowe, la qual cosa, juntament amb altres indicis, fa pensar que aquest monument data de l'any 3000 aC.
El cercle de les Roques de Stenness va estar vinculat amb diverses tradicions i rituals fins al segle xviii, relacionats amb deïtats nòrdiques. Walter Scott va visitar el lloc l'any 1814, però poc després un granger va decidir retirar les roques, començant, al desembre de 1814 amb la destrucció de la llegendària Pedra d'Odin. La seva actuació va provocar un gran rebuig, per la qual cosa el granger es va aturar després d'haver destruït una roca i derrocat una altra, que fou posteriorment restablerta juntament amb una inexacta reconstrucció de l'interior del cercle, l'any 1906. La resta de pedres han sobreviscut al pas del temps, creant una estructura similar a la de l'Anell de Brodgar o Stonehenge.
La cantant Loreena McKennitt canta en la cançó Standing Stones del seu àlbum Parallel Dreams una història d'amor que té aquest monument neolític com a part d'ella.

## Galeria d'imatges

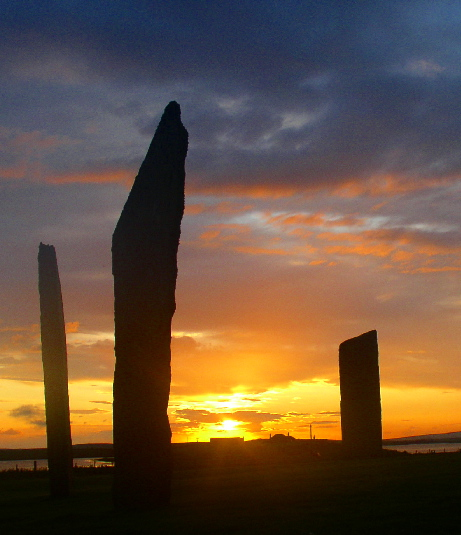
Posta de sol a les Roques de Stenness
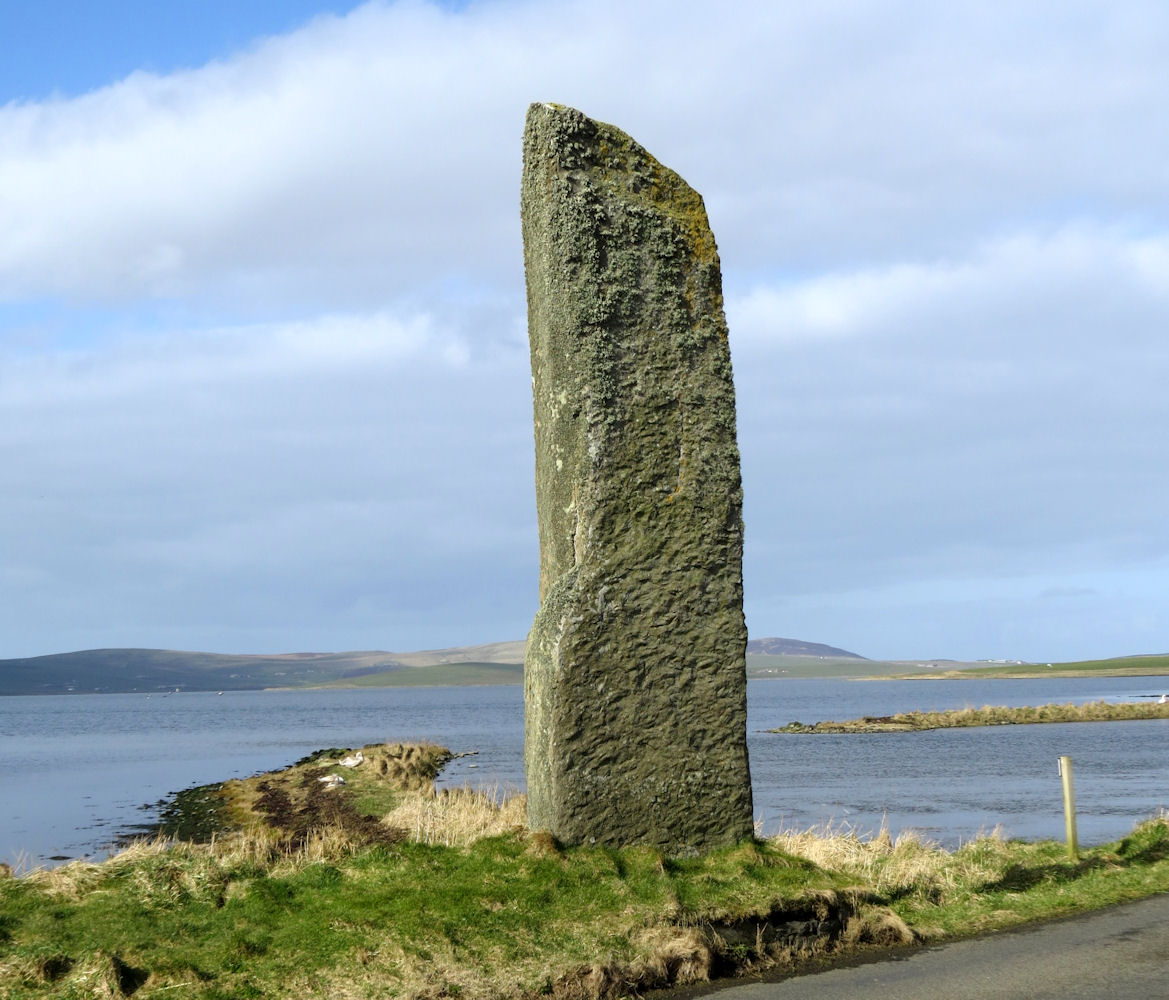
Watchstone
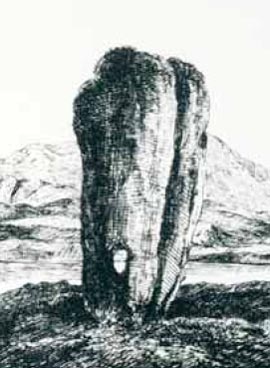
Gravat del s.XVIII de la Pedra d'Odin